# 견: 버려진 아이들
《견: 버려진 아이들》은 2020년에 개봉한 대한민국의 영화이다.

## 캐스팅
- 박재홍 : 고태성 역
- 도윤  : 김동윤 역
- 한이진  : 최규혁 역
- 강소완  : 김진권 역
- 손예은  : 진달래 역
- 이윤경  : 박세연 역
- 김은정  : 강은혜 역
- 이태린  : 박제린 역
- 봉신주  : 김두석 역
- 고재근  : 김재범 역
- 김태성  : 고준태 역
- 김현우  : 정만석 역
- 임지민  : 차예련 역
- 이민욱  : 김태구 역
- 김하얀  : 김송이 역
- 박혜진  : 정민송 역
- 김연수  : 채현서 역
- 이나겸  : 고수민 역
- 이상수  : 경찰 간부 역
- 최찬숙 : 할머니 역
- 이인규 : 박춘식 역
- 황성현 : 강정호 역
- 이음 : 이지선 역
- 유인혜 : 여앵커 역
- 홍수현 : 박혜진 역
- 최원정 : 김순영 역
- 한상경 : 경찰 1 역
- 전현수 : 경찰 2 역
- 정규남 : 형사 1 역
- 문상민 : 커플남 역
- 이도경 : 커플녀 역
- 차성제 : 진권아역
- 방승우 : 규혁아역
- 박선주 : 세연아역
- 하소미 : 국밥집 알바생 역
- 강소백 : 피자먹는 경찰 역
- 유영민 : 게임하는 경찰 역
- 황수빈 : 여자 경찰 역
- 임보현 : 양아치 역
- 이영훈 : 취조 경찰 역
- 민송 : 공원 여자 역
- 박소윤 : 공원 아이 역
- 한혜선 : 국밥집 손님 1 역
- 이수혁 : 국밥집 손님 2 역
- 하연이 : 국밥집 알바생 역
- 이선주 : 세연 친구 1 역
- 강수미 : 세연 친구 2 역
- 정윤식 : 학원 선생님 역
- 신채이 : 앞머리 학생 역
- 정진권 : 하품하는 학생 역
- 김동주 : 안경 닦는 학생 역
- 박제린 : 공부하는 학생 역
- 이응철 : 장난치는 학생 1 역
- 전수민 : 장난치는 학생 2 역
- 홍제인 : 조는 학생 역
- 권민혁 : 뒷모습 역
- 박종원 : 범인 (목소리) 역